# Mostra de València
La Mostra de València / Cinema del Mediterrani és un certamen cinematogràfic que es desenvolupa a la ciutat de València des de l'any 1980. Normalment es du a terme durant el mes d'octubre. Des de juliol de 2021 està acreditat per la FIAPF en la categoria B com a "certamen competitiu especialitzat en pel·lícules dels països mediterranis".

## Història
El certamen va néixer sota l'impuls de la Fundació Municipal de Cinema de València, organisme depenent de l'Ajuntament d'aquesta ciutat.
Actualment, en la seva secció oficial, el certamen atorga tres premis principals, les Palmeres d'or, plata i bronze. Aquests premis reben aquest nom des de l'edició de 1984, i anteriorment només hi havia premis o esments. A més d'aquests premis principals, la secció oficial també atorga actualment premis al millor director, a la millor interpretació masculina, a la millor interpretació femenina, a la millor banda sonora, a la millor fotografia i al millor guió.
Encara que al principi, la idea que va impulsar el naixement d'aquest certamen era el de donar a conèixer el cinema que s'elaborava en països de l'àrea mediterrània, amb el pas del temps les diferents seccions que han anat acompanyant a l'oficial han permès la presència de figures conegudes al món del cinema que, de pas, permetien a les autoritats organitzadores obtenir una certa notorietat.
A diferència d'altres festivals menys importants en Espanya que el de Sant Sebastià, com puguin ser els de Huelva, Sitges o Gijón, el certamen organitzat a València no ha aconseguit una imatge pròpia o distintiva. Malgrat la gran qualitat d'algunes de les pel·lícules que han obtingut aquests premis, la Mostra de València no ha servit de plataforma quant als seus premis per a cap cineasta. Un breu repàs a les pel·lícules premiades pot mostrar-ho. Això potser es pot deure al fet que s'hagi preferit incidir en les seccions de tipus homenatge que permetien la presència de figures conegudes al món del cinema (tant espanyol com a europeu o fins i tot americà), més fàcils de posar en les capçaleres dels periòdics i informatius televisius.

En la XXV edició s'inaugura el Passeig de la Mostra de València.

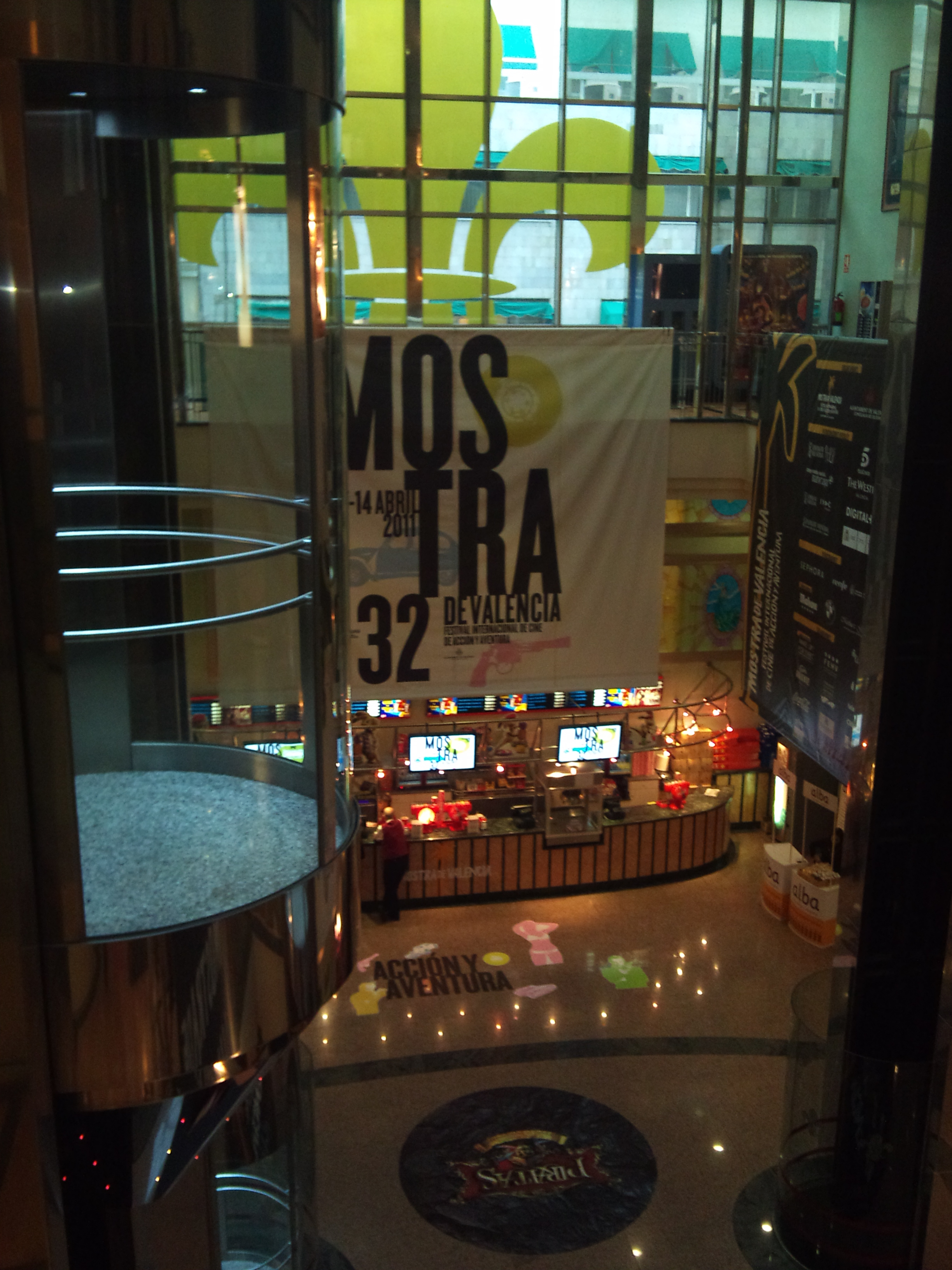
Interior dels Cinemes Lys durant l'última edició del festival abans de la suspensió de la dècada del 2010.

Arran de l'arribada de Rita Barberà a l'ajuntament de València, el festival va anar degradant-se. Així, el 23 de juliol de 1991 va dimitir el director, José María Morera, després que el regidor Vicent González Lizondo l'obligara a subtitular en castellà les pel·lícules que arribaven doblades en català. En aquella mateixa edició, la XII, es va elegir una pel·lícula d'Isabel Pantoja, El día que nací yo, per a inaugurar el festival. Així mateix, el mateix Lizondo va fer de traductor de l'estela invitada Catherine Deneuve, que entenia el castellà però no el parlava, i que va vore com l'edil no feia més que equivocar-se en el seu intent per traduir-la.
El 28 de setembre de 2011, l'alcaldessa Rita Barberá anunciava la suspensió de la Mostra per motius econòmics.
L'any 2018, l'Ajuntament de València va recuperar el festival, amb la XXXIII edició.

## Certàmens
- I edició (6 al 9 de novembre de 1980)[5]
- II edició (1 al 8 de novembre de 1981)[6]
- III edició (4 al 10 d'octubre de 1982)[7]
- IV edició (1 al 9 d'octubre de 1983)[8]
- V edició (29 de setembre al 7 d'octubre de 1984)[9]
- VI edició (5 al 13 d'octubre de 1985)[10]
- VII edició (11 al 19 d'octubre de 1986)[11]
- VIII edició (9 al 18 d'octubre de 1987)[12]
- IX edició (7 al 16 d'octubre de 1988)[13]
- X edició (2 al 10 d'octubre de 1989)[14]
- XI edició (10 al 19 d'octubre de 1990)[15]
- XII edició (10 al 19 d'octubre de 1991)[16]
- XIII edició (15 al 23 d'octubre de 1992)[17]
- XIV edició (30 de setembre al 6 d'octubre de 1993)[18]
- XV edició (13 al 20 d'octubre de 1994)[19]
- XVI edició (13 al 21 d'octubre de 1995)[20]
- XVII edició (10 al 17 d'octubre de 1996)[21]
- XVIII edició (15 al 23 d'octubre de 1997)[22][23]
- XIX edició (15 al 22 d'octubre de 1998)[24]
- XX edició (14 al 21 d'octubre de 1999)[25]
- XXI edició (16 al 23 d'octubre de 2000)[26]
- XXII edició (18 al 25 d'octubre de 2001)[27]
- XXIII edició (27 de novembre al 4 de desembre de 2002)[28]
- XXIV edició (16 al 23 d'octubre de 2003)[29]
- XXV edició (15 al 24 de juliol de 2004)[30] - En aquesta edició, es va inaugurar el Passeig de la Mostra de València.
- XXVI edició (13 al 20 d'octubre de 2005)[31]
- XXVII edició (19 al 26 d'octubre de 2006)[32]
- XXVIII edició (16 al 24 d'octubre de 2007)
- XXIX edició (14 al 22 d'octubre de 2008)[33][34]
- XXX edició (16 al 24 d'octubre de 2009)[35]
- XXXI edició (15 al 23 d'octubre de 2010)[36][37]
- XXXII edició (7 al 14 d'abril de 2011)[38]
- XXXIII edició (18 al 28 d'octubre de 2018)[39]
- XXXIV edició (24 d'octubre al 3 de novembre de 2019)[40]
- XXXV edició (22 d'octubre a l'1 de novembre de 2020)[41]
- XXXVI edició (15 al 24 d'octubre de 2021)[42]
- XXXVII edició (20 al 30 d'octubre de 2022)[4]
- XXXVII edició (19 al 29 d'octubre de 2023)
- XXXIX edició (24 d'octubre a 3 de novembre de 2024)

## Mostra Viva del Mediterrani
El 2013 es crea l'Associació Ciutadana - Mostra Viva del Mediterrani, que organitza un festival que, tot i estar inspirat en la Mostra, no hi té relació amb el festival.